# John Egge
John Egge (ur. ok. 1830 w Szanghaju, zm. 11 września 1901 w Wentworth) – australijski przedsiębiorca chińskiego pochodzenia, właściciel flotylli statków rzecznych.

## Życiorys
Egge przybył do Australii w 1852 jako kucharz na pokładzie statku „Queen of Sheba”, należącego do Francisa Cadella. W spisie załogi widniał jako „John Bull”, jego oryginalne chińskie nazwisko nie jest znane. Początkowo pracował jako kucharz i steward na pokładach należących do Cadella bocznokołowców pływających po rzece Murray.
W 1856 Egge osiedlił się w Australii Południowej, zakupił ziemię w miejscowości Goolwa, a na leżącej w pobliżu wyspie Hindmarsh założył świniarnię, w tym czasie przyjął nazwisko John Egge. Mieszkając w Goolwa, poznał swoją przyszłą żonę, Angielkę Mary Perring, którą poślubił w Port Elliott 8 kwietnia 1857.
W 1859 Egge’owie przenieśli się do Wentworth w Nowej Południowej Walii, gdzie Egge sprzedawał chleb i inne pieczywa wypiekane przez siebie na wolnym ogniu. Powodzenie w interesach pozwoliło im w 1861 na zakup prawdziwej piekarni, w dwa lata później stali się właścicielami sklepu mięsnego i kolonialnego, a także pensjonatu.
W 1867 Egge wyczarterował swój pierwszy bocznokołowiec i rozpoczął nową działalność, zajmując się handlem obwoźnym po rzece Murray. Wkrótce dokupił dwa następne statki, a pod koniec dekady zakupił bocznokołowiec „Murrumbidgee”, który został wyposażony jako luksusowy sklep. W latach 70. XIX wieku, pomimo bardzo silnych anty-chińskich resentymentów i rasizmu obecnego w ówczesnym społeczeństwie australijskim, stał się jednym z największych kupców na Murray, a zarazem jedną z najbardziej znanych i popularnych postaci tego okresu. Egge wspierał wiele organizacji charytatywnych, wynajmował za darmo swoje statki na pikniki czy zabawy taneczne, oferował też bezrobotnym darmowe przejazdy po rzece. Znany był także z różnego rodzaju spektakularnych gestów, które miały też służyć reklamie jego osoby i przedsiębiorstwa, np. w czasie jednej z wielu powodzi, w czasie której zalane zostało całe Wentwoth, osobiście popłynął jednym z jego statków, „Prince Alfred”, główną ulicą miasta. Kiedy w 1888 przeniósł się czasowo do Adelaide, mieszkańcy Wentworth ofiarowali mu pamiątkowy złoty pierścień obsadzany brylantami w dowód wdzięczności za jego działalność społeczną i charytatywną.
Egge znany był ze specyficznego sposobu, w jaki wyrażał swój żal czy przeprosiny, nadając im wartość pieniężną. Mawiał na przykład: „Przepraszam cię za dziesięć funtów, za ile ty mnie przepraszasz?” (I’m ten pounds sorry, how sorry are you?).
Zmarł 11 września 1901 w Wentworth, gdzie został pochowany. Pozostawił po sobie siedmioro dzieci.